# Daniel Formont
Daniel Formont, Formond, Formand (ur. 1633, zm. 4 kwietnia 1695 w Gdańsku) – francuski dyplomata, bankier i kupiec.

## Życiorys
Pochodził z rodziny bankiersko-kupieckiej z Rouen. Od 1689 pełnił funkcję rezydenta Francji w Gdańsku. Wcześniej funkcję rezydenta Francji w Gdańsku pełnił też jego brat Jean Formont (1661–1677).

## Źródła
- Daniel Formont